# Força-tarefa

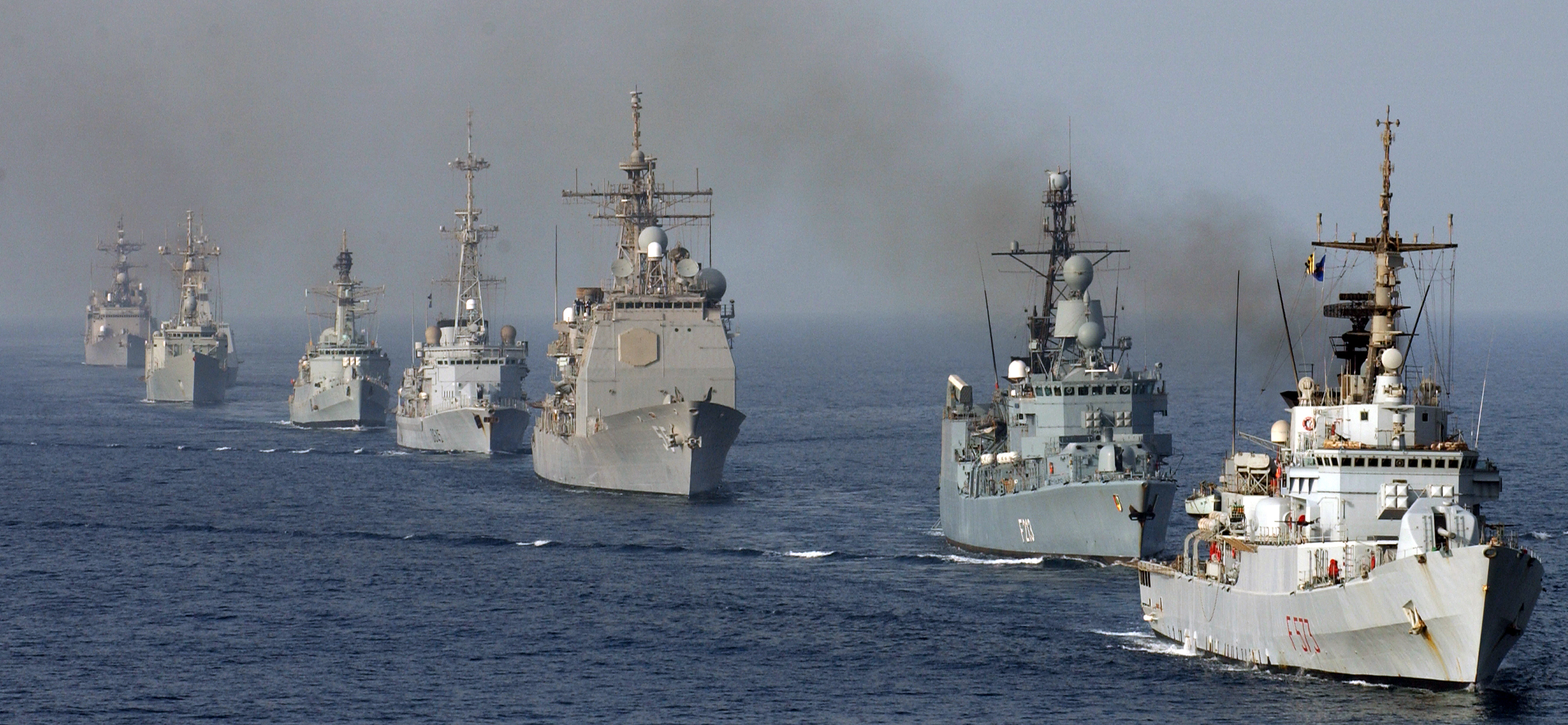
Força-Tarefa Combinada Um-Cinco-Zero (CTF 150), estabelecida para desenvolver operações de guerra ao terrorismo no mar Arábico, agrupando navios de várias nacionalidades.

Uma força-tarefa (em inglês:  task force) constitui uma unidade militar criada temporariamente para realizar uma operação ou missão específica. 
O termo foi inicialmente utilizado pela Marinha dos Estados Unidos, durante a Segunda Guerra Mundial, mas ganhou popularidade e hoje é parte da linguagem da OTAN. As forças armadas de alguns países designam-nas com termos ou traduções alternativas tais como força operacional, força de ação, força de intervenção ou força de missão.
O termo "força-tarefa" ou as suas traduções alternativas foi também adotado no meio civil para designar grupos de trabalho ou comissões eventuais criadas para desempenhar tarefas temporárias .

## História

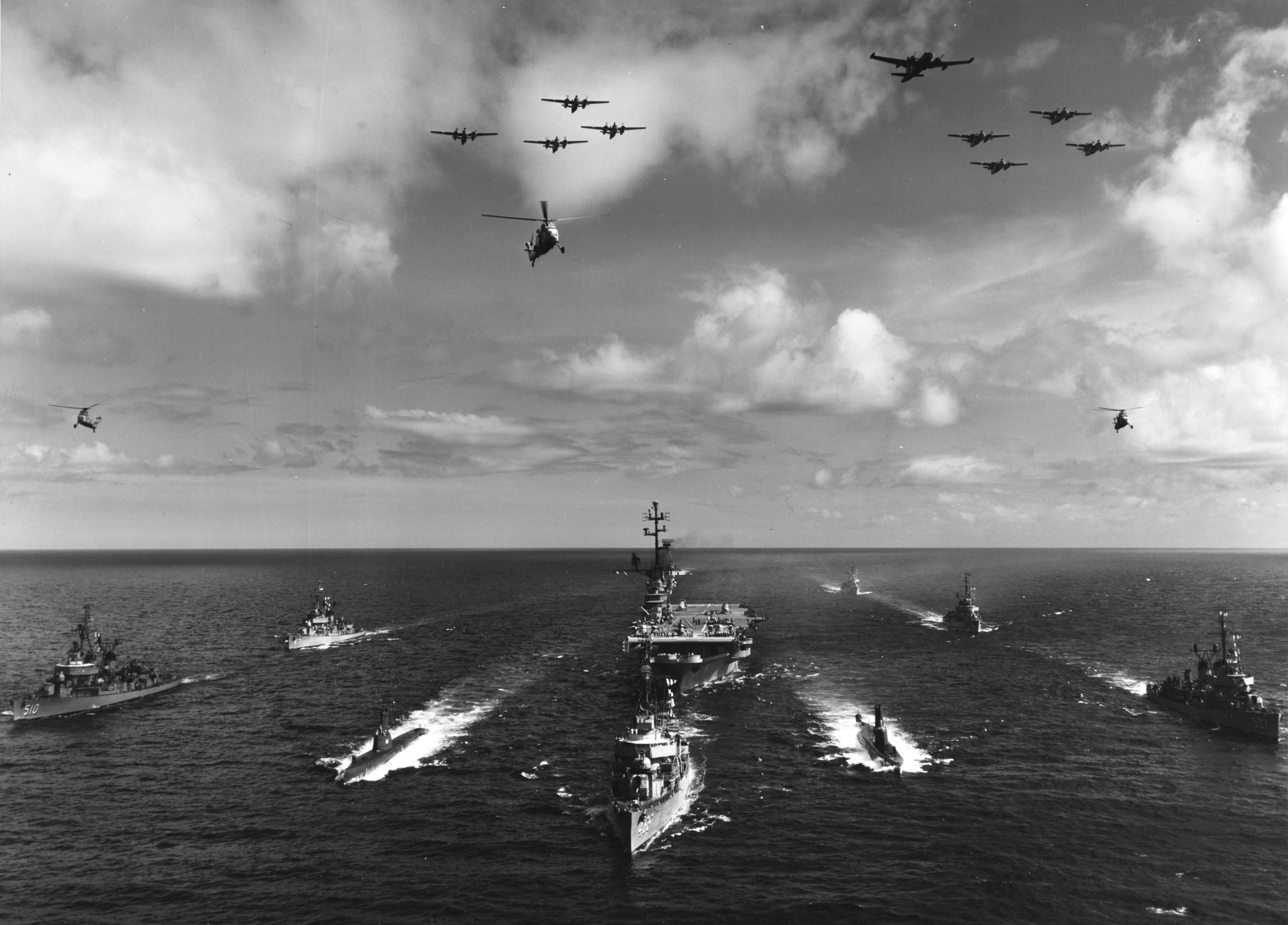
Grupo-tarefa Alfa (TG ALFA) da Marinha dos EUA, estabelecido, durante a década de 1950 para a luta antisubmarina no Atlântico, liderado pelo porta-aviões USS Valley Forge e incluindo, além deste, contratorpedeiros, submarinos, aviões de patrulha marítima e helicópteros.

A Marinha dos EUA iniciou o uso intensivo do termo "força-tarefa" (task force) no início de 1941 para designar as forças navais temporárias organizadas como forma de aumentar a flexibilidade operacional. 
Antes da Segunda Guerra Mundial, os navios de guerra das várias marinhas agrupavam-se, tradicionalmente, em frotas, nas quais uma esquadra ficava sob o comando direto do almirante (comandante da frota), outra sob o comando do vice-almirante e a outra do contra-almirante. Por sua vez, cada esquadra dividia-se em duas ou mais divisões. Os navios de pequenas dimensões agrupavam-se em flotilhas ou esquadrilhas. Apesar de, inicialmente, serem forças temporárias, no final do século XIX, as frotas, esquadras, divisões, flotilhas e esquadrilhas tinham-se tornado forças navais permanentes, às quais estavam atribuídas sempre os mesmos navios.
O conceito de "força-tarefa" criado pela Marinha dos EUA visava recriar forças navais temporárias destinadas ao cumprimento de determinadas missões, as quais eram organizadas à exata medida das tarefas a cumprir. Uma força-tarefa poderia ser organizada agrupando navios de diferentes esquadras e divisões, sendo facilmente dissolvida depois de cumprida a missão para a qual fora criada, não obrigando, portanto, a reorganizações formais e permanentes da frota. No âmbito do conceito de "força-tarefa" foi também criado o grupo-tarefa, a unidade-tarefa e o elemento-tarefa. O grupo-tarefa era uma subdivisão de uma força-tarefa que incluía várias unidades-tarefas e estas, vários elementos-tarefa. Cada elemento-tarefa correspondia a uma navio individual.
O conceito foi, posteriormente adoptado, pelas marinhas de outros países aliados, e, mais tarde pela OTAN. Conforme o país, é usado o termo original em Inglês "task force", a sua tradução direta do termo (em português:  força-tarefa) ou o termo alternativo "força operacional". Analogamente são usados os termos "task group", "grupo-tarefa" ou "grupo operacional", os termos "task unit", "unidade-tarefa" ou "unidade operacional" e os termos "task element", "elemento-tarefa" ou "elemento operacional".

## Organização
Segundo o modelo norte-americano, também seguido pela OTAN e por outros países, as forças navais temporárias constituídas para o desempenho de determinada missão podem ser:
1. Força-tarefa (task force) ou força operacional - sob o comando de um oficial general;
2. Grupo-tarefa (task group) ou grupo operacional - normalmente, sob o comando de um oficial superior;
3. Unidade-tarefa (task unit) ou unidade operacional - subdivisão, eventual, de um grupo-tarefa;
4. Elemento-tarefa (task element) ou elemento operacional - correspondendo a um navio individual.

## Tipos de força-tarefa

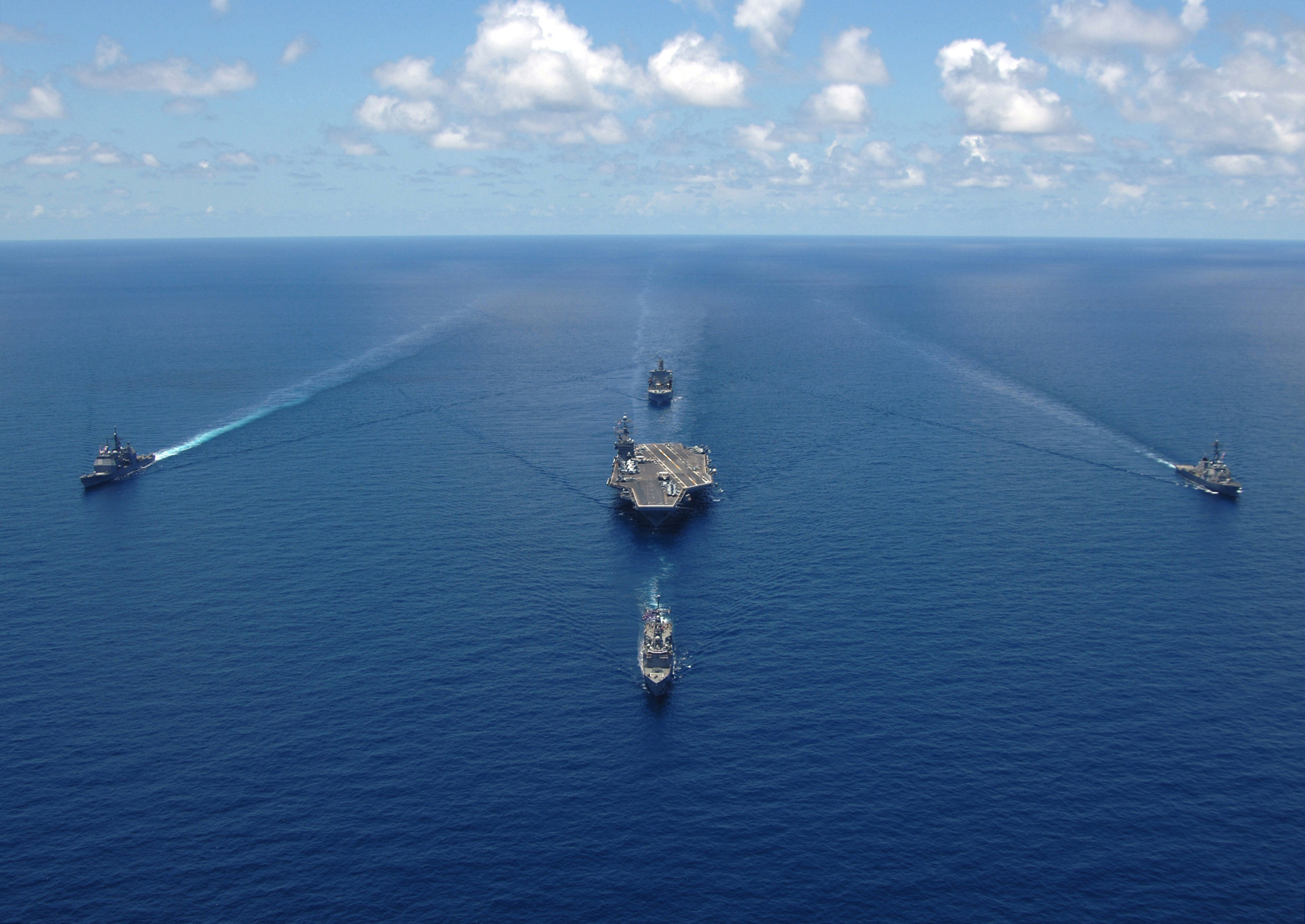
Grupo de Ataque de Porta-Aviões Cinco (CSG 5) da Marinha dos EUA, liderado pelo porta-aviões USS George Washington.

De acordo com os navios que agrupa e com as missões que lhes são atribuídas, existem vários tipos de forças-tarefa e grupos-tarefa. Os mais comuns são:
- Força de batalha (battle force) -  força-tarefa constituída antigamente por couraçados e atualmente por porta-aviões, além dos navios de escolta e de apoio logístico que os acompanham. Normalmente é o principal elemento de combate de uma frota, utilizado para missões aeronavais contra alvos em terra ou no mar;
- Força de combate de superfície (surface combat force) - força-tarefa constituída por navios de combate de superfície, incluindo cruzadores, contratorpedeiros e fragatas. Normalmente tem como missão realizar operações de controlo oceânico, incluindo a proteção à navegação mercante e o ataque às forças de superfície inimigas;
- Força anfíbia (amphibious force) - força-tarefa constituída por navios de operações anfíbias levando, embarcadas, tropas de desembarque e elementos de aviação. Tem como missão a realização de operações anfíbias;
- Força submarina (submarine force) - força-tarefa de submarinos. Conforme o tipo de submarinos que inclui pode ter como missão a realização de ataques com mísseis estratégicos a alvos em terra ou o ataque às forças submarinas inimigas;
- Força expedicionária marine (MEF, marine expeditionary force) - força-tarefa dos Marines centralizada numa divisão de infantaria, numa ala de aviação e num grupo logístico. É a principal força de campanha dos Marines empregue em grandes operações;
- Grupo de batalha de porta-aviões (CVBG, carrier battle group) - é o grupo-tarefa principal de uma força de batalha, centralizando-se num porta-aviões e incluindo também navios de escolta e navios de apoio logístico. Na Marinha dos EUA, o termo foi substituído pelo de "grupo de ataque de porta-aviões" (carrier strike group - CSG) ;
- Grupo de ataque expedicionário (ESG, expeditionary strike group) - é o grupo-tarefa principal de uma força anfíbia. A sua componente marítima, normalmente centraliza-de num navio de desembarque porta-helicópteros, incluindo também outros navios de desembarque e navios de escolta. A componente de desembarque centraliza-se num batalhão de infantaria, num elemento aéreo - composto por helicópteros e aviões de ataque - e num elemento logístico;
- Unidade expedicionária marine (MEU, marine expeditionary unit) - unidade-tarefa dos Marines que inclui um batalhão de infantaria, uma esquadra de aviação e um elemento logístico. Uma MEU é, normalmente, destacada de uma MEF, constituindo a componente de desembarque de uma grupo de ataque expedicionário.

## Designação
As regras gerais de designação, criadas na Segunda Guerra Mundial, ainda são amplamente usadas na OTAN. Cada força-tarefa era designada pelo prefixo "TF", seguido de um número de dois dígitos, o primeiro dos quais, historicamente, designava o número da frota na Marinha dos EUA e o segundo designava a própria força-tarefa dentro de cada frota. Por exemplo, a TF 17 corresponde à sétima força-tarefa da Primeira Frota. Hoje em dia, no âmbito da OTAN, são atribuídas séries de números de dois ou três dígitos a cada país, que designam as suas forças-tarefa. Cada grupo-tarefa é designado pelo prefixo "TG" seguido do número da força-tarefa a que pertence, seguido de um ponto e do número do próprio grupo-tarefa. Por exemplo o TG 17.3 é o terceiro grupo-tarefa da TF 17. As unidades-tarefa e os elementos-tarefa são designados analogamente, com os prefixos "TU" e "TE". Como exemplos, a TU 17.3.1 é a primeira unidade-tarefa do TG 17.3 e o TE 17.3.1.5 é o quinto elemento-tarefa da TU 17.3.1 .
As forças-tarefa combinadas (combined task-forces) - compostas por forças de várias nacionalidades - são designadas pelo prefixo "CTF" e as forças-tarefas conjuntas (joint task forces) - compostas por forças de dois ou mais ramos das forças armadas - são designadas pelo prefixo "JTF". Alguns grupos-tarefa especiais são designados apenas pelo seu prefixo particular e por um número que não tem em conta a força-tarefa a que pertencem. Por exemplo CSG 1 seria o primeiro grupo de ataque de porta-aviões e o ESG 2 seria o segundo grupo de ataque expedicionário.

## Forças-tarefas não navais
O "conceito de força-tarefa" foi também adoptado pelos ramos não navais das forças armadas. Frequentemente, nas forças terrestres, uma força-tarefa é uma unidade eventual constituída para o desempenho de uma missão específica. Conforme a sua dimensão e organização, uma força-tarefa pode ser designada "agrupamento", "grupo" ou "destacamento". 
No Exército dos EUA as forças-tarefas são designadas brigade combat team (BCT, em português:  equipa de combate de brigada), regimental combat team (RCT, equipa de combate regimental), task force (TF, em português:  força-tarefa) e company combat team (CCT, em português:  equipa de combate de companhia) conforme são, respetivamente, da dimensão de uma brigada, regimento, batalhão ou companhia. 
A União Europeia (UE) criou forças-tarefa para o desempenho de missões humanitárias, de manutenção de paz ou de intervenção em caso de crises. As forças-tarefas europeias são chamadas "grupos de batalha da UE" (em inglês:  EU battle groups), tendo uma constituição variável, com a dimensão aproximada de um batalhão e com cerca de 1500 militares. Cada grupo de batalha da UE é liderado por um país específico, mas pode incluir forças de outros países.
O conceito de "força-tarefa" também foi amplamente adoptado no âmbito civil para designar comissões, grupos ou equipas de trabalho constituídas para o desempenho de uma dada missão, que são extintos quando a missão é terminada.